# Tamio Dejima
Tamio Dejima (jap. 出嶋 民雄 Dejima Tamio; * 21. Februar 1947 in Nagano) ist ein ehemaliger japanischer Eisschnellläufer.
Dejima, der an der Rikkyō-Universität studierte und sich auf die Kurzdistanzen spezialisiert hatte, nahm von 1963 bis 1976 meist an nationalen Rennen teil und trat international erstmals in der Saison 1967/68 in Erscheinung. Dabei wurde er bei der Winter-Universiade 1968 in Innsbruck Vierter über 500 m und belegte in Grenoble bei seiner einzigen Teilnahme an Olympischen Winterspielen den 33. Platz über 500 m. Bei der Sprintweltmeisterschaft 1971 in Inzell lief er auf den 24. Platz. Seine beste Platzierung bei japanischen Mehrkampfmeisterschaften erreichte er in den Jahren 1966, 1967, 1970 und 1971 mit dem siebten Platz.

## Persönliche Bestzeiten
| Disziplin | Zeit       | Datum             | Ort       |
| --------- | ---------- | ----------------- | --------- |
| 500 m     | 39,3 s     | 20. Dezember 1973 | Karuizawa |
| 1000 m    | 1:22,2 min | 11. Dezember 1972 | Koumi     |
| 1500 m    | 2:09,0 min | 22. Januar 1972   | Matsumoto |